# Shadows Between the Sky
Shadows Between the Sky är det tjugosjunde studioalbumet av gitarristen Buckethead. Det tillkännagavs den 5 februari 2010, och släpptes dagen därpå genom TDRS Music.com. Albumet har ett liknande sound till A Real Diamond in the Rough (2009), och det kan också enkelt jämföras med Electric Tears (2002).

## Låtlista
| Nr           | Titel                    | Längd |
| ------------ | ------------------------ | ----- |
| 1.           | Shadows Between the Sky  | 3:03  |
| 2.           | Inward Journey           | 5:14  |
| 3.           | Chaos of the Unconscious | 3:02  |
| 4.           | Rim of the World         | 2:35  |
| 5.           | City of Woe              | 2:19  |
| 6.           | Sea Wall                 | 2:40  |
| 7.           | Sled Ride                | 3:06  |
| 8.           | Sunken Statue            | 2:37  |
| 9.           | Cookies for Santa        | 3:32  |
| 10.          | Doris Burn               | 2:43  |
| 11.          | Centrum                  | 2:28  |
| 12.          | The Cliff's Stare        | 4:43  |
| 13.          | Greenskeeper             | 0:58  |
| 14.          | Wax Paper                | 3:09  |
| 15.          | Walk on the Moon         | 2:45  |
| Total längd: | Total längd:             | 44:54 |

## Lista över medverkande
- Buckethead – Wooden Dummy.
- Dan Monti – trumprogramering och bas.
- Producerad av Dan Monti och Albert.
- konstruerad och mixad av Dan Monti.
- Konst: Bryan Theiss från Frankenseuss Labs.